# NGC 7651-1
NGC 7651-1 (другие обозначения — PGC 71344, MCG 2-59-36, ZWG 431.55) — галактика в созвездии Пегас.
Этот объект не входит в число перечисленных в оригинальной редакции «Нового общего каталога» и был добавлен позднее.